# Восточно-Корейское течение
Восточно-Корейское течение — левая, западная ветвь Цусимского течения, которое надвое разделяют острова Цусима, расположенные в Цусимском проливе.
Воды тёплого и солёного Восточно-Корейского течения распространяются вдоль побережья республики Южная Корея, а затем отрываются от него, уходя в открытую часть Японского моря около на 38° с. ш.
Эта ветвь Цусимского течения отличается большей силой течения, чем две другие. В центре Японского моря тёплые воды, переносимые на север, встречаются с холодным Северо-Корейским течением и образуют субарктический фронт, вызывающий сильные туманы. Смешение холодных субарктических и тёплых субтропических вод происходит не по узкой линии, а в большой фронтальной зоне, имеющей многочисленные вихри и струи. 80-90 % вод течения при этом выталкиваются более плотными и более пресными холодными водами обратно на юг и лишь около 10-20 % проникает на север и северо-восток. Этим и объясняется то, что климат в Японии и Южной Корее субтропичен, а в российском Приморье носит умеренный характер.
Солёность (34,10-34,40 ‰) и концентрация растворённого кислорода в воде (менее 5 мл/л, соответственно), переносимых Восточно-Корейским течением почти идентичны показателям вод Цусимского течения. Температура вод течения никогда не опускается ниже +12 °C. Средняя ширина потока достигает 50 км.
Наибольшая скорость течения отмечена в открытом море, где наиболее ярко выражена на глубинах до 100 м. Средняя скорость течения составляет 9 см/с (1968 год). Характеристики течения отличаются изменчивостью. Так, скорость течения обычно гораздо больше летом (47 см/с), чем зимой (17 см/с), но при этом межгодовая изменчивость показателей нередко больше, чем внутригодовая.